# Giro dos Abruzzos
O Giro dos Abruzzos (oficialmente Giro d'Abruzzo) foi uma corrida de ciclismo profissional por etapas que se disputava na região italiana dos Abruzos, no mês de abril ou maio.
Começou-se a disputar em 1961 como corrida amador. Desde 1999 foi profissional, dentro a categoria 2.5 (última categoria do profissionalismo). Desde a criação dos Circuitos Continentais da UCI em 2005 até à sua última edição em 2007 fez parte do UCI Europe Tour, dentro da categoria 2.2 (igualmente última categoria do profissionalismo).

## Palmarés
Em amarelo: edição amador.
| Ano       | Ganhador             | Segundo            | Terceiro              |
| --------- | -------------------- | ------------------ | --------------------- |
| 1961      | Mario Zanchi         | ?                  | ?                     |
| 1962      | Primo Nardello       | ?                  | ?                     |
| 1963      | Fabrizio Carloni     | ?                  | ?                     |
| 1964      | Giancarlo Massari    | ?                  | ?                     |
| 1965      | Francesco Polidori   | ?                  | ?                     |
| 1966      | Luigi Sgarbozza      | ?                  | ?                     |
| 1967      | Antonio Fradusco     | ?                  | ?                     |
| 1968      | Não se disputou      | Não se disputou    | Não se disputou       |
| 1969      | Angelo Bassini       | ?                  | ?                     |
| 1970      | Paolo Battistacci    | ?                  | ?                     |
| 1971      | Luciano Mencuccini   | ?                  | ?                     |
| 1972      | Palmiro Masciarelli  | ?                  | ?                     |
| 1973-1978 | Não se disputou      | Não se disputou    | Não se disputou       |
| 1979      | Giovanni Bino        | ?                  | ?                     |
| 1980      | Fausto Stiz          | ?                  | ?                     |
| 1981      | Maurizio Viotto      | ?                  | ?                     |
| 1982      | Serguey Voronin      | ?                  | ?                     |
| 1983      | Philippe Le Peurien  | Francesco Cesarini | Tullio Cortinovis     |
| 1984      | Tullio Cortinovis    | Francesco Cesarini | Stefano Bizzoni       |
| 1985      | Enrico Galleschi     | ?                  | ?                     |
| 1986      | Luigi Botteon        | ?                  | ?                     |
| 1987      | Angelo Gelfi         | ?                  | ?                     |
| 1988      | Moreno Picchio       | ?                  | ?                     |
| 1989-1992 | Não se disputou      | Não se disputou    | Não se disputou       |
| 1993      | Maurizio Frizzo      | Roberto Dal Sie    | Stefano Checchin      |
| 1994      | Filippo Casagrande   | Oscar Pozzi        | Francesco Secchiari   |
| 1995      | Pasquale Braido      | Andrea Zatti       | Renato Poli           |
| 1996      | Andrea Zatti         | Oscar Pozzi        | Isidoro Colombo       |
| 1997      | Fabio Balzi          | Cristian Moreni    | Maurizio Vandelli     |
| 1998      | Francesco Secchiari  | Stefano Faustini   | Isidoro Colombo       |
| 1999      | Cristian Gasperoni   | Danilo Di Luca     | Giorgio Feliziani     |
| 2000      | Daniele De Paoli     | Vladimir Douma     | Giuseppe Palumbo      |
| 2001      | Danilo Di Luca       | Saša Gajičić       | Roberto Petito        |
| 2002      | Aleksandr Kuschynski | Alessio Ciro       | Luigi Bonfrate        |
| 2003      | Oscar Mason          | Denis Lunghi       | Michele Scarponi      |
| 2004      | Aleksandr Kuschynski | Valter Bonca       | Domenico Quagliarello |
| 2005-2006 | Não se disputou      | Não se disputou    | Não se disputou       |
| 2007      | Luca Ascani          | Ivan Fanelli       | Davide Tortella       |

## Palmarés por países
| País    | Vitórias |
| ------- | -------- |
| Itália  | 29       |
| Bélgica | 2        |
| Suíça   | 1        |
| Ucrânia | 1        |
| França  | 2        |